# Baby Steps
Baby Steps (ベイビーステップ?, Beibī Suteppu) è un manga scritto e disegnato da Hikaru Katsuki, serializzato sul Weekly Shōnen Magazine di Kōdansha dal 17 ottobre 2007 al 1º novembre 2017. Un adattamento anime, prodotto dalla Pierrot, è stato trasmesso in Giappone tra il 6 aprile e il 21 settembre 2014. Una seconda stagione è andata in onda dal 5 aprile al 20 settembre 2015.

## Trama
La storia parla di uno studente che, cercando uno sport per tenersi in forma, scopre il tennis e se ne appassiona.

## Media

### Manga
Il manga, scritto e disegnato da Hikaru Katsuki, è stato serializzato sulla rivista Weekly Shōnen Magazine di Kōdansha dal 17 ottobre 2007 al 1º novembre 2017. Il primo volume tankōbon è stato pubblicato il 15 febbraio 2008 e al 13 settembre 2017 ne sono stati messi in vendita quarantasei in tutto.

#### Volumi
| Nº | Data di prima pubblicazione                                       | Data di prima pubblicazione                                                 | Data di prima pubblicazione |
| Nº | Giapponese                                                        | Giapponese                                                                  |                             |
| -- | ----------------------------------------------------------------- | --------------------------------------------------------------------------- | --------------------------- |
| 1  | 15 febbraio 2008                                                  | ISBN 978-4-06-363957-5                                                      |                             |
| 2  | 17 marzo 2008                                                     | ISBN 978-4-06-363968-1                                                      |                             |
| 3  | 16 maggio 2008                                                    | ISBN 978-4-06-363991-9                                                      |                             |
| 4  | 12 agosto 2008                                                    | ISBN 978-4-06-384027-8                                                      |                             |
| 5  | 17 ottobre 2008                                                   | ISBN 978-4-06-384052-0                                                      |                             |
| 6  | 16 gennaio 2009                                                   | ISBN 978-4-06-384089-6                                                      |                             |
| 7  | 17 aprile 2009                                                    | ISBN 978-4-06-384124-4                                                      |                             |
| 8  | 17 giugno 2009                                                    | ISBN 978-4-06-384149-7                                                      |                             |
| 9  | 17 settembre 2009                                                 | ISBN 978-4-06-384188-6                                                      |                             |
| 10 | 17 novembre 2009                                                  | ISBN 978-4-06-384214-2                                                      |                             |
| 11 | 17 febbraio 2010                                                  | ISBN 978-4-06-384248-7                                                      |                             |
| 12 | 16 aprile 2010                                                    | ISBN 978-4-06-384283-8                                                      |                             |
| 13 | 16 luglio 2010                                                    | ISBN 978-4-06-384329-3                                                      |                             |
| 14 | 15 ottobre 2010                                                   | ISBN 978-4-06-384381-1                                                      |                             |
| 15 | 17 gennaio 2011                                                   | ISBN 978-4-06-384428-3                                                      |                             |
| 16 | 15 aprile 2011                                                    | ISBN 978-4-06-384459-7                                                      |                             |
| 17 | 17 giugno 2011                                                    | ISBN 978-4-06-384506-8                                                      |                             |
| 18 | 16 settembre 2011                                                 | ISBN 978-4-06-384558-7                                                      |                             |
| 19 | 17 novembre 2011                                                  | ISBN 978-4-06-384580-8                                                      |                             |
| 20 | 17 febbraio 2012                                                  | ISBN 978-4-06-384631-7                                                      |                             |
| 21 | 17 aprile 2012                                                    | ISBN 978-4-06-384655-3                                                      |                             |
| 22 | 17 luglio 2012                                                    | ISBN 978-4-06-384706-2                                                      |                             |
| 23 | 14 settembre 2012                                                 | ISBN 978-4-06-384735-2                                                      |                             |
| 24 | 17 dicembre 2012                                                  | ISBN 978-4-06-384782-6                                                      |                             |
| 25 | 15 febbraio 2013                                                  | ISBN 978-4-06-384812-0                                                      |                             |
| 26 | 17 maggio 2013                                                    | ISBN 978-4-06-384865-6                                                      |                             |
| 27 | 16 agosto 2013                                                    | ISBN 978-4-06-394911-7                                                      |                             |
| 28 | 15 novembre 2013                                                  | ISBN 978-4-06-394964-3                                                      |                             |
| 29 | 17 gennaio 2014                                                   | ISBN 978-4-06-394994-0                                                      |                             |
| 30 | 17 marzo 2014                                                     | ISBN 978-4-06-395028-1                                                      |                             |
| 31 | 17 giugno 2014                                                    | ISBN 978-4-06-395105-9                                                      |                             |
| 32 | 16 agosto 2014                                                    | ISBN 978-4-06-395160-8                                                      |                             |
| 33 | 17 novembre 2014                                                  | ISBN 978-4-06-395244-5                                                      |                             |
| 34 | 17 marzo 2015                                                     | ISBN 978-4-06-395346-6                                                      |                             |
| 35 | 15 maggio 2015                                                    | ISBN 978-4-06-395399-2                                                      |                             |
| 36 | 17 agosto 2015                                                    | ISBN 978-4-06-395461-6                                                      |                             |
| 37 | 16 ottobre 2015                                                   | ISBN 978-4-06-395520-0                                                      |                             |
| 38 | 15 gennaio 2016                                                   | ISBN 978-4-06-395580-4                                                      |                             |
| 39 | 17 marzo 2016                                                     | ISBN 978-4-06-395623-8                                                      |                             |
| 40 | 17 giugno 2016                                                    | ISBN 978-4-06-395689-4                                                      |                             |
| 41 | 17 agosto 2016                                                    | ISBN 978-4-06-395728-0                                                      |                             |
| 42 | 17 novembre 2016                                                  | ISBN 978-4-06-395803-4                                                      |                             |
| 43 | 17 gennaio 2017                                                   | ISBN 978-4-06-395853-9                                                      |                             |
| 44 | 17 aprile 2017                                                    | ISBN 978-4-06-395921-5                                                      |                             |
| 45 | 16 giugno 2017                                                    | ISBN 978-4-06-395961-1                                                      |                             |
| 46 | 15 settembre 2017 (ed. regolare) 13 settembre 2017 (ed. limitata) | ISBN 978-4-06-510191-9 (ed. regolare) ISBN 978-4-06-510218-3 (ed. limitata) |                             |
| 47 | 15 dicembre 2017 (ed. regolare & limitata)                        | ISBN 978-4-06-510367-8 (ed. regolare) ISBN 978-4-06-510974-8 (ed. limitata) |                             |

### Anime
La serie televisiva anime di venticinque episodi, prodotta dalla Pierrot e diretta da Masahiko Murata, è stata trasmessa tra il 6 aprile e il 21 settembre 2014. Le sigle di apertura e chiusura sono rispettivamente Believe in Yourself di Mao Abe e Baby Steps (ベイビーステップ?, Beibī Suteppu) delle Babyraids. I diritti di streaming sono stati acquistati sia da Crunchyroll sia da Viewster. Una seconda stagione, sempre trasmessa in streaming da Crunchyroll, è andata in onda dal 5 aprile al 20 settembre 2015. La serie rioffre Believe in yourself di Abe come sigla di apertura, mentre stavolta gli episodi si concludono con il singolo Yume no tsuzuki (夢のつづき?) delle Ganbare! Victory.

#### Episodi
| Nº | Titolo italiano (traduzione letterale) Giapponese 「Kanji」 - Rōmaji         | In onda           | In onda |
| Nº | Titolo italiano (traduzione letterale) Giapponese 「Kanji」 - Rōmaji         | Giapponese        |         |
| 1  | Tennis e appunti 「テニスとノート」 - Tenisu to nōto                         | 6 aprile 2014     |         |
| 2  | Metodico e disorganizzato 「几帳面と大雑把」 - Kichōmen to ōzappa            | 13 aprile 2014    |         |
| 3  | La gara è una battaglia 「喧嘩で勝負」 - Kenka de shōbu                      | 20 aprile 2014    |         |
| 4  | Il volto della convinzione 「顔面で確信」 - Ganmen de kakushin               | 27 aprile 2014    |         |
| 5  | Primo match pieno di sorprese 「初試合が予想外」 - Hatsushiai ga yosōgai     | 4 maggio 2014     |         |
| 6  | Diamante grezzo 「未熟が原石」 - Mijuku genseki                              | 11 maggio 2014    |         |
| 7  | Nove quadrati e la realtà 「9分割と現実」 - 9 bunkatsu to genjitsu           | 18 maggio 2014    |         |
| 8  | Un anno e venti quaderni 「1年と20冊」 - 1-nen to 20-satsu                   | 25 maggio 2014    |         |
| 9  | La diligenza è il mio stile 「真面目がスタイル」 - Majime ga sutairu         | 1 giugno 2014     |         |
| 10 | Disagio sul margine 「違和感と崖っぷち」 - Iwakan to gakeppuchi              | 8 giugno 2014     |         |
| 11 | Rischio e possibilità 「リスクと可能性」 - Risuku to kanōsei                 | 15 giugno 2014    |         |
| 12 | Miglioramento dal ricordo 「記憶で進化」 - Kioku de shinka                   | 22 giugno 2014    |         |
| 13 | Arte e tecnica 「芸術と技術」 - Geijutsu to gijutsu                          | 29 giugno 2014    |         |
| 14 | Mettere insieme i pezzi 「パズルの成果」 - Pazuru no seika                   | 6 luglio 2014     |         |
| 15 | Ho intenzione di essere forte 「強引が計画」 - Gōin ga keikaku               | 13 luglio 2014    |         |
| 16 | Bestia e iniziativa 「野獣と主導権」 - Yajū to shudō-ken                     | 20 luglio 2014    |         |
| 17 | Professionista alla mia età 「プロで同級生」 - Puro de dōkyūsei              | 27 luglio 2014    |         |
| 18 | Determinazione e presentazione 「決意でプレゼン」 - Ketsui de purezen        | 3 agosto 2014     |         |
| 19 | Risoluzione ed inferno 「覚悟と地獄」 - Kakugo to jigoku                     | 10 agosto 2014    |         |
| 20 | Panini a base di carne e yakisoba 「肉まんと焼きそば」 - Nikuman to yakisoba | 17 agosto 2014    |         |
| 21 | Consistenza e cambiamento 「堅実と変化」 - Kenjitsu to henka                 | 24 agosto 2014    |         |
| 22 | Le basi sono debolezza 「基本が弱点」 - Kihon ga jakuten                     | 31 agosto 2014    |         |
| 23 | 100simo quadrato spericolato 「無謀な100分割」 - Mubōna 100 bunkatsu         | 7 settembre 2014  |         |
| 24 | Dovere e desiderio 「義務と欲求」 - Gimu to yokkyū                           | 14 settembre 2014 |         |
| 25 | Eiichiro e Natsu 「栄一郎と奈津」 - Eiichiro to natsu                        | 21 settembre 2014 |         |

Seconda stagione
| Nº | Titolo italiano (traduzione letterale) Giapponese 「Kanji」 - Rōmaji               | In onda           | In onda |
| Nº | Titolo italiano (traduzione letterale) Giapponese 「Kanji」 - Rōmaji               | Giapponese        |         |
| 1  | Il mondo e il muro 「世界と壁」 - Sekai to kabe                                    | 5 aprile 2015     |         |
| 2  | Un circolo vizioso è fortunato 「悪循環がラッキー」 - Akujunkan ga rakkī           | 12 aprile 2015    |         |
| 3  | Dati per il futuro 「未来のデータ」 - Mirai no dēta                                | 19 aprile 2015    |         |
| 4  | Risveglio e semplicità 「シンプルで覚醒」 - Shinpuru de kakusei                    | 26 aprile 2015    |         |
| 5  | La decisione di Takuma 「タクマの決意」 - Takuma no ketsui                         | 3 maggio 2015     |         |
| 6  | Primo incontro in perlustrazione 「偵察で初遭遇」 - Teisatsu de hatsu sōgū         | 10 maggio 2015    |         |
| 7  | Vendetta in un momento critico 「正念場のリベンジ」 - Shōnenba no ribenji          | 17 maggio 2015    |         |
| 8  | La velocità dell'evoluzione 「進化のスピーど」 - Shinka no supīdo                  | 24 maggio 2015    |         |
| 9  | Sconcertato dall'intuizione 「感覚で困惑」 - Kankaku de konwaku                    | 31 maggio 2015    |         |
| 10 | Inizio con il boato 「雄たけびでスタート」 - Otakebi de sutāto                     | 7 giugno 2015     |         |
| 11 | Scelte e potere esplosivo 「選択肢と爆発力」 - Sentakushi to bakuhatsuryoku        | 14 giugno 2015    |         |
| 12 | In pieno vigore contro le avversità 「逆境に全力」 - Gyakkyō ni zenryoku           | 21 giugno 2015    |         |
| 13 | I rivali si riuniscono 「ライバルが集結」 - Raibaru ga shūketsu                    | 28 giugno 2015    |         |
| 14 | Il chiaro di luna e il suono delle onde 「月明かりと波音」 - Tsukiakari to namioto | 5 luglio 2015     |         |
| 15 | L'eroe e gli applausi 「ヒーローと大歓声」 - Hīrō to dai kansei                    | 12 luglio 2015    |         |
| 16 | Whish, e poi fwoom 「スパッでギューン」 - Supadde gyūn                             | 19 luglio 2015    |         |
| 17 | Drammatico per natura 「天性でドラマチック」 - Tensei de doramachikku              | 26 luglio 2015    |         |
| 18 | Inquadrare la pressione 「プレッシャーをイメージ」 - Puresshā o imēji              | 2 agosto 2015     |         |
| 19 | Un primo incontro sgarbato 「失礼が初対面」 - Shitsurei ga shotaimen               | 9 agosto 2015     |         |
| 20 | Scontro psicologico e autocontrollo 「心理戦と自制心」 - Shinrisen to jiseishin    | 16 agosto 2015    |         |
| 21 | Bene, male e regole 「善悪と規則」 - Zenaku to kisoku                              | 23 agosto 2015    |         |
| 22 | L'esistenza è la forza motrice 「存在が原動力」 - Sonzai ga gendōryoku             | 30 agosto 2015    |         |
| 23 | Aggressivo è l'ideale 「積極的で理想的」 - Sekigyokuteki de risōteki               | 6 settembre 2015  |         |
| 24 | Temerarietà e sorpresa 「無謀と意外性」 - Mubō to igaisei                          | 13 settembre 2015 |         |
| 25 | Ultimo set 「ファイナルセット」 - Fainaru setto                                    | 20 settembre 2015 |         |

## Accoglienza
Nel 2014 Baby Steps ha vinto il 38º Premio Kodansha per i manga nella categoria miglior manga shōnen.